# Kimball (Minnesota)
Kimball és una població dels Estats Units a l'estat de Minnesota. Segons el cens del 2000 tenia 635 habitants.

## Demografia
Segons el cens del 2000, Kimball tenia 635 habitants, 262 habitatges, i 165 famílies. La densitat de població era de 177,7 habitants per km².
Dels 262 habitatges en un 30,5% hi vivien nens de menys de 18 anys, en un 45% hi vivien parelles casades, en un 10,3% dones solteres, i en un 37% no eren unitats familiars. En el 31,7% dels habitatges hi vivien persones soles el 17,2% de les quals corresponia a persones de 65 anys o més que vivien soles. El nombre mitjà de persones vivint en cada habitatge era de 2,39 i el nombre mitjà de persones que vivien en cada família era de 3,01.
Per edats la població es repartia de la següent manera: un 26,9% tenia menys de 18 anys, un 10,6% entre 18 i 24, un 27,6% entre 25 i 44, un 18,6% de 45 a 60 i un 16,4% 65 anys o més.
L'edat mediana era de 33 anys. Per cada 100 dones de 18 o més anys hi havia 87,9 homes.
La renda mediana per habitatge era de 34.219 $ i la renda mediana per família de 40.455 $. Els homes tenien una renda mediana de 28.125 $ mentre que les dones 21.875 $. La renda per capita de la població era de 16.971 $. Entorn del 5,9% de les famílies i el 9,1% de la població estaven per davall del llindar de pobresa.

## Poblacions més properes
El següent diagrama mostra les poblacions més properes.